# Lituânia nos Jogos Olímpicos de Inverno da Juventude de 2016
A Lituânia estará nos Jogos Olímpicos de Inverno da Juventude de 2016, a serem realizados em Lillehammer, na Noruega com um total de 10 atletas em seis esportes.

## Biatlo

### Feminino
Nadiežda Derendiajeva

Vitalija Kutkauskaitė

### Masculino
Linas Banys

## Esqui Alpino

### Feminino
Eglė Augustaitytė

### Masculino
Andrejus Driukarovas

## Esqui cross-country

### Masculino
Rokas Vaitkus

## Hóquei no Gelo

### Masculino

#### Desafio de Habilidades
Dino Mukovoz

## Patinação artística

### Dança no Gelo
Guostė Damulevičiūtė

Deividas Kizala

## Snowboard

### Masculino
Aras Arlauskas